# Larry Huras
Larry Huras, né le 8 juillet 1955 à Listowel ville de la province de l'Ontario au Canada est un joueur et entraîneur professionnel canadien de hockey sur glace.

## Carrière en club
Il commence sa carrière en jouant dans la ligue junior de l'Association de hockey de l'Ontario, aujourd'hui Ligue de hockey de l'Ontario, avec les Rangers de Kitchener en 1972.
Il est choisi lors du repêchage amateur de la Ligue nationale de hockey par les Rangers de New York au cinquième tour, 84e choix. La même année, lors du repêchage de l'autre grande ligue de l'époque en Amérique du Nord, l'Association mondiale de hockey par les Racers d'Indianapolis en neuvième ronde, 115e choix.
Il décide alors de choisir la LNH même s'il ne connaît pas immédiatement les patinoires de la grande ligue et commence par faire ses classes d'abord dans la Ligue internationale de hockey puis dans la Ligue américaine de hockey.
Il joue son premier match dans la LNH le 27 février 1977 mais ne parvenant pas à se faire une place dans l'effectif de l'équipe il ne joue que deux matchs et finit la saison avec les Nighthawks de New Haven.
Il joue par la suite dans la Ligue centrale de hockey entre 1977 et 1979 puis après une dernière saison dans la LIH, il décide de quitter l'Amérique du Nord et de mettre une pause à sa carrière. On le retrouve en France dans la ligue élite française, dans le club de Grenoble en tant d'entraineur joueur à partir de la saison 1980-1981. Il remporte un 1er titre de champion de France, conservé l'année suivante.
En 1984, il joue avec l'équipe de Gap.
Il joue quatre saisons avec le club de Gap avant de rejoindre la Normandie et les Dragons de Rouen Par la même occasion, le président des Dragons lui offre le poste de Denis Methot en tant qu'entraîneur-joueur de l'équipe. Il reste à la tête de l'équipe jusqu'à la fin de la saison 1993-1994 et gagne avec son équipe 4 Coupes Magnus (en 1989-1990, 1991-1992, 1992-1993 et 1993-1994).
Il décide à la suite de cette dernière Coupe de changer de club et il est remplacé par Benoît Laporte.  Par la même occasion, Huras décide d'arrêter sa carrière de joueur et de se consacrer entièrement au banc d'entraîneur. Il rejoint alors la Suisse et sa Ligue nationale A et prend la direction du Zürcher SC. Pour sa première collaboration avec le club de Zurich, il va rester deux ans en poste avant de rejoindre le HC Ambrì-Piotta pour quatre saisons et deux Coupes continentales (en 1999 et 2000). En 1998-1999, il est même élu entraîneur de l'année.
En 2000, il retourne pour une saison et demie avec les Lions de Zurich (un titre en 2001) mais est remplacé en cours de saison et rejoint alors le HC Lugano qu'il mènera à un nouveau titre en 2003.
En 2005-06, il est écarté de son poste quelques matchs avant la fin de la saison. En novembre 2006, il remplace Pekka Rautakallio à la tête de l'équipe du HC Ambrì-Piotta.
Il est devenu champion de Suisse pour la troisième fois en 2010 avec le CP Berne en Suisse.
La saison 2011-2012 commence mal pour le CP Berne et Larry Huras en fait les frais. Il est licencié avec effet immédiat le 21 octobre 2011, après 17 journées de championnat. Le directeur et le conseil d'administration trouve que le CP Berne n'a pas un beau jeu et que les résultats ne sont pas à la hauteur de leurs espérances.
Il est de suite engagé par le HC Lugano et de retour à la Resega. Après deux défaites de rang en quarts de finale des séries éliminatoires, il est limogé le 2 avril 2013.

## Statistiques
| Saison        | Équipe                        | Ligue           |     | Saison régulière | Saison régulière | Saison régulière | Saison régulière | Saison régulière |   | Séries éliminatoires | Séries éliminatoires | Séries éliminatoires | Séries éliminatoires | Séries éliminatoires |
| Saison        | Équipe                        | Ligue           | PJ  | B                | A                | Pts              | Pun              | PJ               | B | A                    | Pts                  | Pun                  |                      |                      |
| 1972-1973     | Rangers de Kitchener          | AHO             | 60  | 0                | 7                | 7                | 55               | -                | - | -                    | -                    | -                    |                      |                      |
| 1973-1974     | Rangers de Kitchener          | AHO             | 67  | 4                | 22               | 26               | 83               | -                | - | -                    | -                    | -                    |                      |                      |
| 1974-1975     | Rangers de Kitchener          | AHO             | 68  | 4                | 28               | 32               | 166              | -                | - | -                    | -                    | -                    |                      |                      |
| 1975-1976     | Flags de Port Huron           | LIH             | 17  | 3                | 9                | 12               | 49               | -                | - | -                    | -                    | -                    |                      |                      |
| 1975-1976     | Bruins de Providence          | LAH             | 55  | 0                | 12               | 12               | 102              | 3                | 0 | 1                    | 1                    | 9                    |                      |                      |
| 1976-1977     | Nighthawks de New Haven       | LAH             | 48  | 0                | 6                | 6                | 82               | 4                | 0 | 0                    | 0                    | 0                    |                      |                      |
| 1976-1977     | Rangers de New York           | LNH             | 2   | 0                | 0                | 0                | 0                | -                | - | -                    | -                    | -                    |                      |                      |
| 1977-1978     | Golden Eagles de Salt Lake    | LCH             | 52  | 5                | 7                | 12               | 55               | 1                | 0 | 0                    | 0                    | 0                    |                      |                      |
| 1978-1979     | Golden Eagles de Salt Lake    | LCH             | 32  | 1                | 9                | 10               | 52               | -                | - | -                    | -                    | -                    |                      |                      |
| 1978-1979     | Black Hawks de Dallas         | LCH             | 6   | 0                | 1                | 1                | 21               | -                | - | -                    | -                    | -                    |                      |                      |
| 1979-1980     | Flags de Port Huron           | LIH             | 77  | 3                | 28               | 31               | 106              | 11               | 1 | 1                    | 2                    | 27                   |                      |                      |
| 1980-1981     | Brûleurs de Loups de Grenoble | Nationale A     | 10  | 1                | 8                | 9                |                  | -                | - | -                    | -                    | -                    |                      |                      |
| 1981-1982     | Brûleurs de Loups de Grenoble | Nationale A     | 28  | 5                | 16               | 21               |                  | -                | - | -                    | -                    | -                    |                      |                      |
| 1982-1983     | Brûleurs de Loups de Grenoble | Nationale A     | 27  | 5                | 15               | 20               |                  | -                | - | -                    | -                    | -                    |                      |                      |
| 1983-1984     | Aigles Bleus de Gap           | Nationale A     | 28  | 6                | 14               | 20               |                  | -                | - | -                    | -                    | -                    |                      |                      |
| 1984-1985     | Aigles Bleus de Gap           | Nationale A     | 32  | 4                | 14               | 18               |                  | -                | - | -                    | -                    | -                    |                      |                      |
| 1985-1986     | Aigles Bleus de Gap           | Nationale 1A    | 24  | 8                | 4                | 12               |                  | -                | - | -                    | -                    | -                    |                      |                      |
| 1986-1987     | Aigles Bleus de Gap           | Nationale 1A    | 32  | 8                | 22               | 30               | 38               | -                | - | -                    | -                    | -                    |                      |                      |
| 1987-1988     | Aigles Bleus de Gap           | Nationale 1A    | 33  | 5                | 13               | 18               | 44               |                  | - | -                    | -                    | -                    |                      |                      |
| 1988-1989     | Dragons de Rouen              | Nationale 1A    | 42  | 2                | 21               | 23               | 48               | -                | - | -                    | -                    | -                    |                      |                      |
| 1989-1990     | Dragons de Rouen              | Nationale 1A    | 27  | 1                | 5                | 6                | 18               | 2                | 0 | 0                    | 0                    | 0                    |                      |                      |
| 1990-1991     | Dragons de Rouen              | Ligue nationale | 28  | 1                | 6                | 7                | 18               | 9                | 2 | 2                    | 4                    | 6                    |                      |                      |
| 1991-1992     | Dragons de Rouen              | Ligue nationale | 24  | 0                | 4                | 4                | 30               | -                | - | -                    | -                    | -                    |                      |                      |
| 1992-1993     | Dragons de Rouen              | Nationale 1     | 1   | 0                | 0                | 0                | 0                | -                | - | -                    | -                    | -                    |                      |                      |
| 1993-1994     | Dragons de Rouen              | Nationale 1     | 9   | 0                | 2                | 2                | 12               | -                | - | -                    | -                    | -                    |                      |                      |
| Totaux LAH    | Totaux LAH                    | Totaux LAH      | 103 | 0                | 18               | 18               | 184              | 7                | 0 | 1                    | 1                    | 9                    |                      |                      |
| Totaux LCH    | Totaux LCH                    | Totaux LCH      | 90  | 6                | 17               | 23               | 128              | 1                | 0 | 0                    | 0                    | 0                    |                      |                      |
| Totaux LIH    | Totaux LIH                    | Totaux LIH      | 94  | 6                | 37               | 43               | 155              | 11               | 1 | 1                    | 2                    | 27                   |                      |                      |
| Totaux France | Totaux France                 | Totaux France   | 345 | 46               | 144              | 190              | 170              | 11               | 2 | 2                    | 4                    | 6                    |                      |                      |
| Totaux AHO    | Totaux AHO                    | Totaux AHO      | 195 | 8                | 57               | 65               | 304              | -                | - | -                    | -                    | -                    |                      |                      |

| Saison    | Équipe               | Ligue           |    | PJ | V  | D | N                                      |  | Résultat |
| 1991-1992 | Dragons de Rouen     | Ligue nationale | 34 | 28 | 6  | 0 | Champion                               |  |          |
| 1992-1993 | Dragons de Rouen     | Nationale 1     | 24 | 25 | 1  | 0 | Champion                               |  |          |
| 1993-1994 | Dragons de Rouen     | Nationale 1     | 20 | 18 | 1  | 1 | Champion                               |  |          |
| 1994-1995 | Zürcher SC           | LNA             | 36 | 12 | 21 | 3 | Quart de finale                        |  |          |
| 1995-1996 | Zürcher SC           | LNA             | 36 | 16 | 17 | 3 | Quart de finale                        |  |          |
| 1996-1997 | HC Ambrì-Piotta      | LNA             | 30 | 12 | 15 | 3 | 9e place                               |  |          |
| 1997-1998 | HC Ambrì-Piotta      | LNA             | 40 | 23 | 15 | 2 | Demi-finale                            |  |          |
| 1998-1999 | HC Ambrì-Piotta      | LNA             | 45 | 33 | 7  | 5 | Finale                                 |  |          |
| 1999-2000 | HC Ambrì-Piotta      | LNA             | 45 | 24 | 17 | 4 | Demi-finale                            |  |          |
| 2000-2001 | ZSC Lions            | LNA             | 36 | 25 | 10 | 9 | Champion                               |  |          |
| 2001-2002 | ZSC Lions            | LNA             | 19 | 9  | 10 | 0 | Limogé le 6 novembre 2001              |  |          |
| 2002-2003 | HC Lugano            | LNA             | 44 | 24 | 16 | 4 | Champion                               |  |          |
| 2003-2004 | HC Lugano            | LNA             | 48 | 35 | 9  | 4 | Finale                                 |  |          |
| 2004-2005 | HC Lugano            | LNA             | 44 | 29 | 8  | 7 | Quart de finale                        |  |          |
| 2005-2006 | HC Lugano            | LNA             | 44 | 24 | 12 | 8 | Limogé le 10 mars 2006                 |  |          |
| 2006-2007 | HC Ambrì-Piotta      | LNA             | 26 | 10 | 16 | - | 1er tour des play-out                  |  |          |
| 2007-2008 | Stavanger Oilers     | GET ligaen      |    |    |    | - | Quart de finale                        |  |          |
| 2008-2009 | EC Villacher SV      | EBEL            | 54 | 31 | 23 | - | Quart de finale                        |  |          |
| 2009-2010 | CP Berne             | LNA             | 50 | 34 | 16 | - | Champion                               |  |          |
| 2010-2011 | CP Berne             | LNA             | 50 | 35 | 15 | - | Demi-finale                            |  |          |
| 2011-2012 | CP Berne             | LNA             | 17 | 10 | 7  | - | Limogé le 21 octobre 2011              |  |          |
| 2011-2012 | HC Lugano            | LNA             | 32 | 18 | 14 | - | Quart de finale                        |  |          |
| 2012-2013 | HC Lugano            | LNA             | 50 | 26 | 24 | - | Quart de finale Limogé le 2 avril 2013 |  |          |
| 2014-2015 | ERC Ingolstadt       | DEL             | 52 | 30 | 22 | - | Finale                                 |  |          |
| 2015-2016 | MODO Hockey          | SHL             | 15 | 12 | 3  | - | Limogé le 3 novembre 2015              |  |          |
| 2016-2017 | HC Fribourg-Gottéron | LNA             | 51 | 23 | 28 | - | Finale des play-out                    |  |          |